# Adolfo Konder
Pour les articles homonymes, voir Konder.
Adolfo Konder (aussi orthographié Adolpho Konder) est un homme politique brésilien, gouverneur de l'État de Santa Catarina de 1926 à 1930. Il est né le 16 février 1884 à Itajaí et décédé le 24 septembre 1956 à Rio de Janeiro.